# Clyde Geronimi
Clito Enrico Geronimi, conegut artísticament com a Clyde Gerry Geronimi (Chiavenna, Itàlia, 12 de juny de 1901 − Newport Beach, California, EUA, 24 d'abril de 1989) va ser un director de cinema d'animació italoamericà, conegut, sobretot, pel seu treball als estudis de Walt Disney.
Geronimi va néixer a Itàlia, i sent molt jove va emigrar als Estats Units. Els seus primers treballs en el camp de l'animació, els va realitzar pels estudis J.R. Bray, on va treballar amb Walter Lantz. Geronimi va deixar els estudis Bray el 1931 per entrar als estudis Disney. Geronimi, va començar treballant al departament de curts d'animació, convertint-se en director d'aquests. El seu curt "Lend a Paw" de 1942, va guanyar l'Óscar de l'acadèmia al millor curt animat. Geronimi finalment es convertiria en director de pel·lícules de dibuixos animats després de la Segona Guerra Mundial. Va ser co-direcor de la Ventafocs, Alícia al país de les meravelles, Peter Pan, La bella dorment, La dama i el vagabund i 101 dàlmates.
Després que Geronimi deixés la Disney el 1959, va treballar diversos anys a la televisió, incloent la direcció d'alguns episodis de la sèrie Spiderman de 1967. Es va retirar de l'animació a finals de la dècada de 1960, i es va dedicar a il·lustrar contes per a nens escrits per Joan Pizzo.
El 1979, Geronimi va rebre el premi Winsor McCay Award atorgat per la International Animated Film Society, ASIFA-Hollywood, per la seva enorme contribució al món de l'animació i que li va lliurar el seu company i amic de tota la vida, Walter Lantz. Geronimi va morir el 24 d'abril de 1989 a la seva casa de Newport Beach, Califòrnia als 87 anys.